# Hermann Blodig

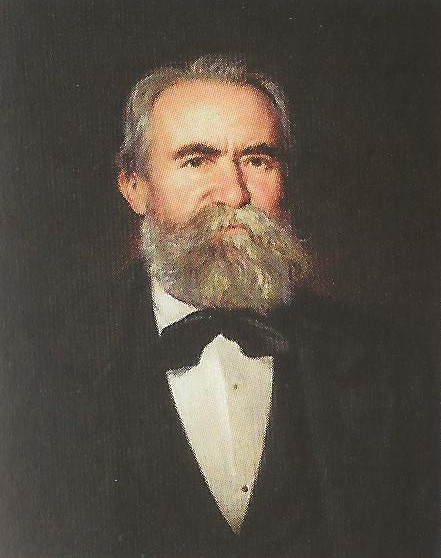
Hermann Blodig, Gemälde von Wenzel Ottokar Noltsch (1893)

Hermann Blodig (* 4. Februar 1822 in Mährisch-Trübau; † 4. Juli 1905 in Maria Rain, Kärnten) war ein österreichischer Jurist, Ökonom und Hochschullehrer. Er war Rektor des k.k. Polytechnischen Instituts, der heutigen Technischen Universität Wien.

## Leben
Hermann Blodig besuchte zunächst das Piaristengymnasium in Mährisch-Trübau. Von 1838 bis 1840 absolvierte er das Philosophicum in Brünn, anschließend studierte er an der Universität Wien Rechts- und Staatswissenschaften. 1843 promovierte er dort zum Dr. phil. und 1845 zum Dr. iur. Von 1847 bis 1856 lehrte er als Juristenpräfekt am Wiener Theresianum.
Ab 1849 war er außerordentlicher Professor am k.k. Polytechnischen Institut für Handels- und Wechselrecht, ab 1851 auch für Handelswissenschaften. 1855 habilitierte er sich an der Universität Wien für Finanzgesetzkunde, wo er von 1864 bis 1881 ordentlicher Professor war. Ab 1864 bis zu seiner Emeritierung im Jahr 1882 war er auch ordentlicher Professor für Nationalökonomie und des Handels-, See- und Wechselrechts am Polytechnischen Institut. Dort war unter anderem er an der Vorbereitung der Reformen des Organisationsrechts im Jahre 1865 beteiligt. Im Studienjahr 1870/71 wurde er zum Rektor des Polytechnischen  Instituts gewählt. Während seiner Amtszeit erfolgte der Übergang der technischen Lehranstalten aus der Zuständigkeit der Länder in die des Reichsrates. Nach seiner Emeritierung unterrichtet er weiter bis 1893.
Von 1873 bis 1882 hielt er an der k.u.k. Kriegsschule volkswirtschaftliche Vorlesungen. 1880 wurde er mit dem Titel Regierungsrat ausgezeichnet und 1885 zum Hofrat ernannt, 1893 erhielt er den Orden der Eisernen Krone III. Klasse.
Hermann Blodig hatte drei Kinder, darunter der gleichnamige Jurist (* 1865). Sein Bruder Karl Blodig sen. (1820–1891) war Augenarzt, Rektor der Universität Graz und Landtagsabgeordneter in der Steiermark. In erster Ehe war er mit Anna Hussa, der Tochter des Klagenfurter Mediziners Alois Hussa, verheiratet und in zweiter Ehe mit deren Schwester Josefine.

## Publikationen (Auswahl)
- 1852: Grundlinie der österreichischen Zoll- und Staatsmonopolsordnung für die k. k. Realschulen, 1852, 5. Auflage 1861
- 1855: Die österreichische Zoll- und Staatsmonopolsordnung: nach den gegenwärtigen Stande der Gesetzgebung, 1855, 2. Auflage 1863
- 1892: Der Wucher und seine Gesetzgebung historisch und dogmatisch bearbeitet: eine socialpolitische Studie
- 1894: Die Selbstverwaltung als Rechtsbegriff: eine verwaltungsrechtliche Monographie